# Mandala (politica)

Notevoli mandala nella storia del sud-est asiatico (c. V-XV secolo). Da nord a sud: Bagan, Ayutthaya, Champa, Angkor, Srivijaya e Majapahit.

Maṇḍala è una parola di lingua sanscrita che significa cerchio. Nelle dottrine politiche, Maṇḍala descrive un modello di potere politico diffuso in uso tra i potentati storici del Sud-est asiatico nel quale il potere locale era più importante della leadership centrale. Il concetto del mandala bilancia le tendenze moderne della ricerca di un potere politico unificato, ad es. il potere di grandi regni e stati nazionali, un involontario sottoprodotto dei progressi del XV secolo nelle tecnologie di creazione di mappe (v.si Storia della cartografia). Nelle parole di Oliver W. Wolters che esplorò ulteriormente l'idea nel 1982:
(Wolters 1999, p. 27.)
Il termine indica pertanto le formazioni politiche "tradizionali" del Sud-est asiatico, descrivibili come regni federali o rapporti di vassallaggio tra centri egemoni e periferia. Fu adottato dagli storici europei del XX secolo  per evitare il termine "stato" nel senso convenzionale. Non solo i sistemi politici del Sud-est asiatico, ad eccezione del Vietnam, non erano conformi alle visioni cinesi ed europee di stato territorialmente definito con confini fissi e un apparato burocratico ma ne divergevano notevolmente: il sistema politico era definito dal suo centro piuttosto che dai suoi confini e poteva essere composto da numerose altre comunità tributarie senza subirne l'integrazione amministrativa.
Il sistema dei mandala trova un efficace corrispettivo nella storia medievale d'Europa nelle relazioni del tipo Suzerain-Tributario in cui uno Stato dominante controlla i rapporti internazionali di uno Stato vassallo, permettendogli l'esercizio della sovranità sulle questioni interne e, prima ancora, nei rapporti di potere tra i principati della società palaziale nell'Età del bronzo del Vicino oriente antico.

## Terminologia
Il termine traccia un paragone con il Maṇḍala, termine polisemico di lingua sanscrita (devanāgarī: मण्डल; adattato come "mandala") che in particolar modo intende indicare un oggetto, anche sacro, di "forma rotonda", o un "disco", in questo caso specialmente se riferito al Sole o alla Luna. Il confronto sottolinea l'irradiazione di potere dal centro alla periferia come base non fisica del sistema.
Altre metafore come l'idea originale di SJ Tambiah di un «sistema politico galattico» descrivono modelli politici simili al mandala. Lo storico Victor Lieberman preferisce la metafora del «sistema politico solare» riferendosi all'attrazione gravitazionale che il sole esercita sui pianeti.

## Storia

### Contesto

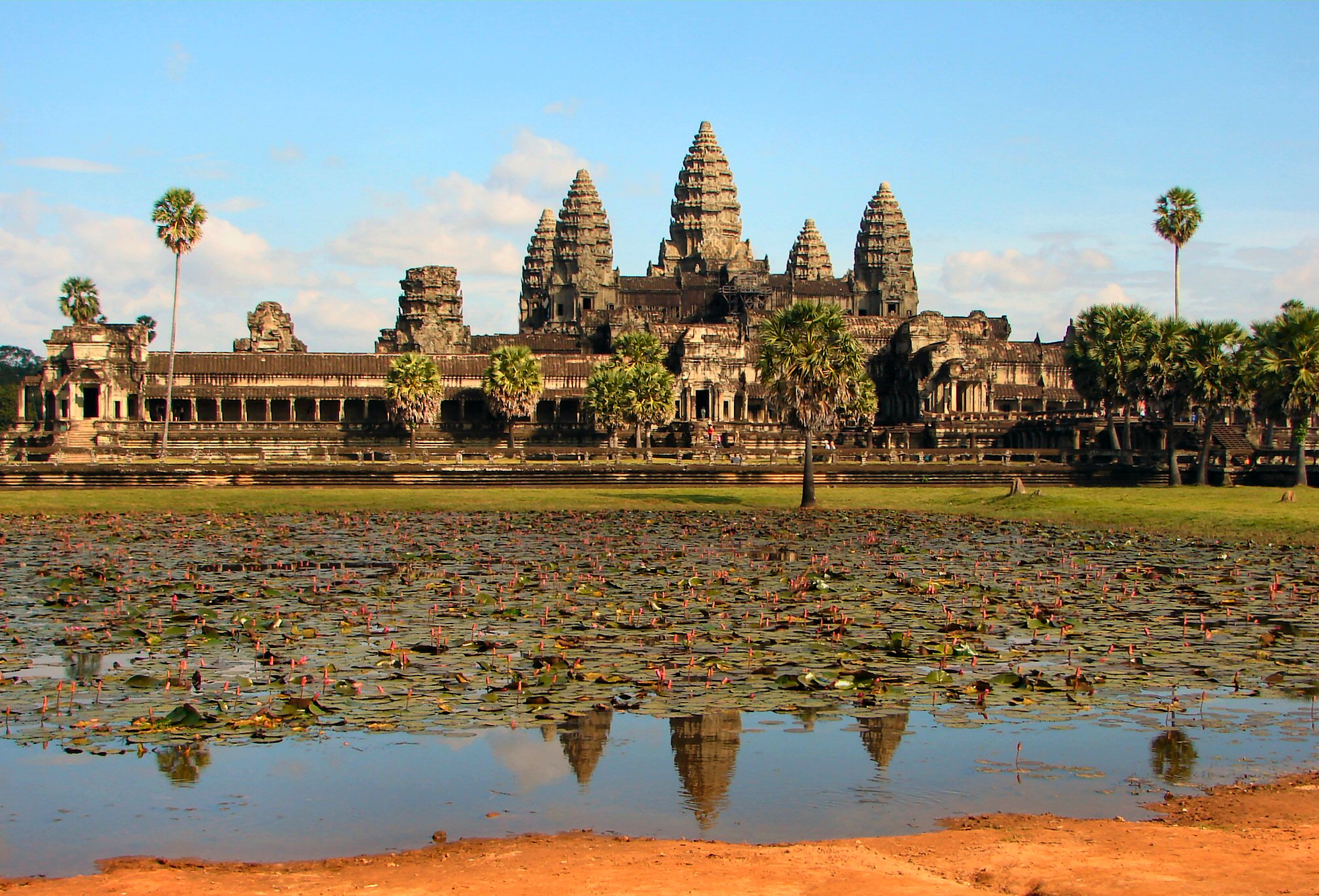
Angkor, centro d'uno dei più importanti e duraturi mandala del sistema geo-politico indocinese.

Tra il I ed il V secolo, la crescente influenza del Regno di Funan (50/68-550) diffuse nel sud dell'Indocina la civilizzazione indù, che venne sviluppata nei secoli successivi dai regni di Chenla (550-802) e di Champa (192-1832), situati rispettivamente nei territori delle odierne Cambogia e Vietnam del Sud. L'Impero Khmer, sorto alla fine dell'VIII secolo dalle ceneri di Chenla, si estese in gran parte dell'Indocina ed assunse per 500 anni il ruolo di guida dell'Induismo nella regione. A partire dal VI secolo si diffuse anche la cultura Dvaravati, influenzata dall'emergente popolo Mon, che contribuì alla diffusione del buddhismo nella regione.
Fu in questo contesto che, tra il IV e l'VIII secolo, si formarono in Indocina le prime municipalità, delle solide Città-Stato, fondate principalmente dai Mon, che fiorirono soprattutto nei territori delle odierne Bassa Birmania, Thailandia Centrale e Laos. I Khmer conquistarono buona parte delle città-stato Mon orientali e v'imposero l'induismo, mentre il buddhismo continuò a prosperare nei principati birmani. L'egemonia di queste due etnie in quei secoli è testimoniata dal termine mon khmer, riferito alla famiglia linguistica che comprende gli idiomi delle varie popolazioni ad esse correlate.
Tra il X ed il XII secolo, con il progressivo declino del settentrionale Regno di Dali (attuale Yunnan), si intensificò la migrazione dal sud della Cina di vari popoli Tai, che gradualmente s'insediarono in una vasta fascia di territori compresi tra il nord-est dell'India ed i Vietnam del Nord. Gli insediamenti Tai diedero luogo a diversi sottogruppi etnici, tra i quali sarebbero emersi i Lao, i Tai Lü ed i Tai Yuan nelle valli del Mekong, i Siamesi in quelle del Chao Phraya e gli Shan in quelle del Saluen. Tra il XIII e il XIV secolo, tali gruppi avrebbero abbracciato la fede del buddhismo theravada che s'affermò in quasi tutta l'Indocina. I Tai presero gradualmente l'egemonia sulle vecchie municipalità esistenti, a cui diedero il nome di mueang, ed il loro signore fu chiamato chao o jao (in thai: เจ้า). L'economia si basava soprattutto sul commercio e spesso il chao veniva scelto per la sua abilità in questo campo, più che per le sue doti di guerriero.

### Affermazione del sistema

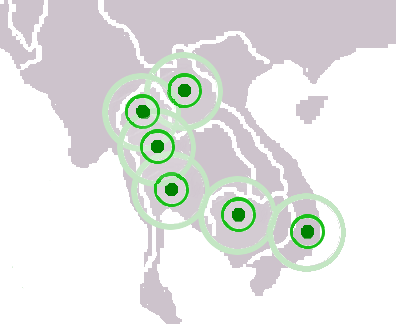
Mandala che s'intersecano nell'Indocina del 1360: da nord a sud: Lan Xang, Lanna, Sukhothai, Ayutthaya, Khmer e Champa.

I principali stati sovrani nel Sud-est asiatico, dall'VIII secolo, furono: il sopracitato Impero Khmer in Cambogia; la talassocrazia di Srivijaya nella Sumatra Meridionale; i regni di Mataram, Kediri, Singhasari e Majapahit di Giava subentrati a Srivijaya; il regno di Ayutthaya in Thailandia; Champa e Đại Việt nel Vietnam.
L'Impero cinese occupava un posto speciale in questo sistema d'interconnessioni poiché, sin dai tempi della dinastia Tang (618-907), spesso i potentati sopracitati a loro volta rendevano omaggio alla Cina, anche se in pratica gli obblighi imposti dal Celeste impero ai regni minori erano minimi. Gli stati tributari più importanti della Cina erano la Cambogia post-Khmer, Lan Xang nel Laos (succeduta dal Regno di Vientiane e Luang Prabang) e Lanna nella Thailandia settentrionale. La Cambogia, ancora nel XVIII secolo, fu descritta dall'imperatore vietnamita Gia Long (r. 1802-1820) come «un paese indipendente che è [però] schiavo di due [altri paesi].»
Nel contesto geo-politico che abbiamo descritto, le guerre non dovrebbero pertanto essere intese come battaglie tra nazioni, come è stato fatto nella storiografia post-coloniale influenzata dal nazionalismo di stampo europeo, ma come conflitti per la supremazia nell'ambito di un mandala. Era del tutto possibile per governanti appartenenti allo stesso gruppo etnico combattere l'uno contro l'altro e formare un'alleanza con governanti di un diverso gruppo etnico contro il nemico comune. Denominazioni come "Guerre birmano-siamesi" sono quindi fuorvianti, perché equiparare i mandala storici agli odierni stati-nazione, come è comune nella storiografia nazionalista dell'odierno Laos (con riferimento al mandala di Lan Xang), può risultare addirittura problematico.
L'avvento dell'Islam nell'Arcipelago malese non vi inficiò la presenza del mandala che continuò a costituire la principale forma di governo: es. la formazione della coalizione Negeri Sembilan del XVIII secolo si concentrò sulla città di Seri Menanti, affiancata da quattro distretti interni detti luak serambi e quattro distretti esterni. Altro esempio sono i regni islamici di Giava, come il Sultanato di Demak, sorti dopo il collasso di Majapahit (1293-1520). La natura talassocratica della stragrande maggioranza di questi potenti facilitò certo il mantenimento d'un sistema politico diffuso e non centralizzato.
Lo storico Martin Stuart-Fox usa ampiamente il termine mandala per descrivere la storia del regno laotiano di Lan Xang come una struttura di mueang tenuamente interconnesse disintegratasi alla conquista della città di Lan Xang da parte della Thailandia nel XVIII secolo.
Lo storico Sunait Chutintaranond ha dato un importante contributo allo studio del mandala nella storia del Sud-est asiatico dimostrando che «tre presupposti responsabili dell'idea che Ayodhya fosse un forte stato centralizzato» non reggevano e che «ad Ayodhya l'egemonia dei governatori provinciali non è mai stata eliminata con successo.»

### Fine
In Indocina, tanto quanto nell'Insulindia, il sistema mandala terminò con l'arrivo massiccio degli europei a metà del XIX secolo (v.si Colonialismo). Dal punto di vista culturale, gli europei introdussero pratiche geografiche occidentali che presupponevano che ogni area fosse soggetta a un sovrano. In pratica, la colonizzazione dell'Indocina francese, delle Indie orientali olandesi, della Malesia britannica e della Birmania ha portato i colonizzatori a imporre confini fissi ai loro possedimenti. Gli stati tributari furono quindi divisi tra le colonie europee ed il Regno del Siam (1782-1932) che dismise allora il potere diffuso del mandala e prese ad esercitarne uno molto più centralizzato, seppur su di un'area più ristretta di prima.

## Descrizione

### Obblighi

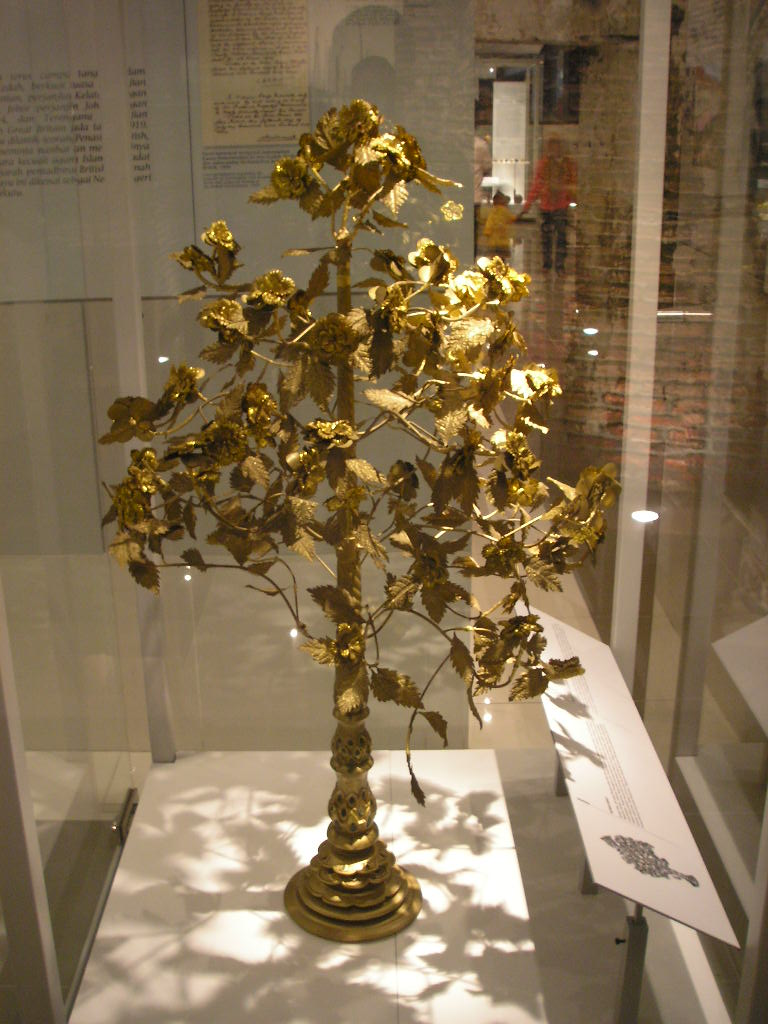
Bunga mas (fiori d'oro) per il re di Ayutthaya (Siam) dagli stati vassalli della penisola malese - Museo Nazionale di Kuala Lumpur.

Gli obblighi delle parti coinvolte nel mandala variavano a seconda della forza della relazione e delle circostanze.
In generale, il tributario era obbligato a pagare al suo sovrano/suzerain il c.d. bunga mas (in jawi: بوڠا مس lett. "fiori d'oro"), un tributo regolare di vari beni di valore (armi e merci), schiavi e due alberi in miniatura d'oro e d'argento (bunga mas dan perak). Il sovrano ricambiava con regali spesso di valore maggiore di quelli ricevuti. Tuttavia, il tributario doveva anche fornire uomini e rifornimenti, quando richiesto, il più delle volte in tempo di guerra. Il vantaggio principale per il tributario era la protezione dall'invasione di altre potenze, sebbene, come osservato da Thongchai Winichakul, questa fosse spesso una «protezione di tipo mafioso» poiché la maggiore minaccia era appunto costituita dal signore cui il tributario si legava. In alcuni casi, il signore controllava anche la successione del tributario ma, in generale, l'interferenza con gli affari interni del tributario era minima: es. il tributario manteneva un proprio esercito e poteri di tassazione.
Nel caso dei rapporti più tenui, il signore continuava a considerarlo un rapporto tributario a lui favorevole, mentre il tributario lo considerava uno scambio di doni puramente commerciale e/o un'espressione di buona volontà.

### Relazioni personali
L'enfasi sulle relazioni personali era una delle caratteristiche distintive del mandala. Il tributario era subordinato al sovrano inteso come persona fisica più che come concetto astratto. Le implicazioni furono molteplici ed importanti. Un forte sovrano poteva attrarre nuovi tributari e stringere a sé tributari in modo forte e pregnante. Un sovrano debole, per contro, avrebbe faticato ad attrarre e mantenere relazioni. Un buon esempio del sistema è rappresentato dall'improvvisa ascesa del Regno di Sukhothai sotto Ramkhamhaeng (r. 1279-1298) e del suo precipitoso declino alla morte del capace sovrano. Il tributario poteva ripudiare la relazione e cercare un diverso sovrano o la completa indipendenza se insoddisfatto. Il sistema era insomma spiccatamente non "territoriale". Il sovrano riconosceva i suoi obblighi verso il tributario, al massimo alla sua città capitale ma non certo a tutte le persone di una determinata area. Il tributario a sua volta aveva potere sui tributari di rango più in basso o, direttamente, sul "suo" popolo, ovunque vivesse. Nessun sovrano aveva autorità sulle aree disabitate.
La relazione personale tra sovrano e tributari definisce anche la dinamica della relazione all'interno di un mandala. I rapporti tra Dharmasetu di Srivijaya e Samaratungga di Sailendra, ad esempio, definiscono la successione di queste famiglie dinastiche. Dharmasetu era il signore supremo di Srivijayan Maharaja, mentre si suggerisce che la casa di Sailendra a Giava fosse imparentata ed era iscritta al dominio del mandala di Srivijayan. Dopo che Samaratungga sposò la principessa Tara, la figlia di Dharmasetu, Samaratungga divenne il suo successore e la casa di Sailendra fu promossa a lignaggio dinastico dei successivi re Srivijayan, spostando per un secolo il centro del mandala di Srivijaya da Sumatra a Giava.

### Non esclusività
Il rapporto sovrano-tributario nel mandala non era necessariamente esclusivo. Anzi, uno stato sorto in zone di confine poteva rendere omaggio a due o tre suzerain. Il tributario poteva quindi mettere le potenze l'una contro l'altra per ridurre al minimo l'interferenza di una di esse, mentre per le potenze i tributari fungevano da stato cuscinetto per prevenire conflitti diretti. Ad esempio, i regni malesi nella penisola malese di Langkasuka e Tambralinga in precedenza erano soggetti al mandala di Srivijayan e in periodi successivi contestati tra il mandala di Ayutthaya nel nord e il mandala Majapahit nel sud, ottenendo una propria dignità politica solo al tempo del Sultanato di Malacca (1402-1511).

### Esplicative
1. ↑  (EN) Martin Stuart-Fox, Conflicting conceptions of the state: Siam, France and Vietnam in the late nineteenth century (PDF), vol. 82.0, 1994.
«Gli storici del sud-est asiatico spesso incontrano problemi nell'usare termini tratti da e applicabili a sistemi politici e società europei per riferirsi a equivalenti non europei che non sono conformi ai modelli europei.»
2. ↑  Interessante a questo proposito l'articolo n. 1 del Trattato anglo-siamese del 1909: 

(inglese)
«The Siamese government transfers to the British government all rights of suzerainty, protection, administration and control whatsoever which they possess over the states of Kelantan, Tringganu, Kedah, Perlis, and adjacent islands. The frontiers of these territories are defined by the boundary protocol annexed hereto»

(italiano)
«Il governo siamese trasferisce al governo britannico tutti i diritti di sovranità, protezione, amministrazione e controllo che possiede sugli stati di Kelantan, Tringganu, Kedah, Perlis e isole adiacenti. I confini di questi territori sono definiti dal protocollo di confine allegato al presente documento»

### Bibliografiche
1. ↑  (EN) How Maps Made the World, in Wilson Quarterly, estate 2011. URL consultato il 12 luglio 2023 (archiviato dall'url originale l'11 agosto 2011).
2. ↑  (EN) Jordan Branch, Mapping the Sovereign State: Technology, Authority, and Systemic Change, in International Organization, vol. 65, inverno 2011.
3. ↑  (EN) Rosita Dellios, Mandala: from sacred origins to sovereign affairs in traditional Southeast Asia, Bond University, 2003.
4. ↑   SUZERAINETE, in Treccani.it – Enciclopedie on line, Roma, Istituto dell'Enciclopedia Italiana.
5. ↑   Saverio Sani (a cura di), Dizionario sanscrito-italiano, Pisa, ETS, 2009,  p. 1171.
6. ↑  Tambiah 1977.
7. ↑  Tambiah 1976, cap. 7.
8. ↑  Lieberman 2003, p. 33.
9. ↑  (EN) Boeles J.J., The king of Sri Dvaravati and his regalia (PDF), su siamese-heritage.org, Journal of the Siam Society, 1964,  pp. 99-100.
10. ↑  (EN) Grabowsky, Volker, The Northern Tai Polity of Lan Na (Babai-Dadian) Between the Late 13th to Mid-16th Centuries: Internal Dynamics and Relations with Her Neighbours (PDF), in Working Paper Series, n. 17, Asia Research Institute, gennaio 2004,  pp. 1-5. URL consultato il 9 agosto 2017 (archiviato dall'url originale il 9 agosto 2017).
11. ↑  (EN) Baker, Christopher John e Phongpaichit, Pasuk, A History of Thailand, New York, Cambridge University Press, 2005,  pp. 1-7, ISBN 978-0-521-81615-1.
12. ↑  Wolters 1999, pp. 27–40 e 126-154.
13. ↑  (EN) Susan Whitfield, The Silk Road: Trade, Travel, War and Faith, Chicago, Serindia, 2004,  p. 47, ISBN 978-1-932476-13-2.
14. ↑  Chandler 1983, p. 119.
15. ↑  (EN) Martin Stuart-Fox, Historiography, Power and Identity. History and Political Legitimization in Laos, in Contesting Visions of the Lao Past. Lao Historiography at the Crossroads, Copenhagen, NIAS Press, 2003,  p. 82.
16. ↑  (EN) Stanley Jeyaraja Tambiah, The galactic polity in Southeast Asia, in Journal of Ethnographic Theory, vol. 3, University of Chicago Press, 2013,  pp. 504-506, DOI:10.14318/hau3.3.033.
17. ↑  Stuart-Fox 1998, pp. 14-15.
18. ↑  Wolters 1999, pp. 142-143.
19. ↑  Chutintaranond 1990, pp. 97-98.
20. ↑  (EN) Cyril Skinner, A Malay Mission to Bangkok during the reign of Rama II, in Journal of the Malaysian Branch of the Royal Asiatic Society, 1983.
21. ↑  (EN) Ahmad Jelani Halimi e Mohd Yusoff Mydin Pitchai, Setoi (Setul) Mambang Segara Dalam Lintasan Sejarah Negeri-Negeri Melayu Utara, in Jurnal Perspektif, vol. 8,  pp. 123-134.
22. ↑  (EN) Andaya e Barbara Watson Andaya, A History of Malaysia, 1984,  pp. 65-68, ISBN 0312381212.
23. ↑  Thongchai 1994, p. 88.
24. ↑  Thongchai 1994, p. 87.
25. ↑  Wyatt 2003, pp. 45 e 48.